# Rosé (ca sĩ)
Roseanne Park MBE (sinh ngày 11 tháng 2 năm 1997), thường được biết đến với nghệ danh Rosé (tiếng Hàn: 로제), là một nữ ca sĩ kiêm vũ công người New Zealand gốc Hàn Quốc. Sinh ra ở New Zealand và lớn lên ở Úc, Rosé đã ký hợp đồng với công ty Hàn Quốc YG Entertainment sau buổi thử giọng thành công vào năm 2012 và được đào tạo trong bốn năm trước khi ra mắt với tư cách là thành viên của nhóm nhạc nữ Blackpink vào tháng 8 năm 2016.
Tháng 3 năm 2021, Rosé ra mắt solo với album đĩa đơn của cô R. Album đã bán được 448.089 bản trong tuần đầu tiên, con số cao nhất đối với một nữ nghệ sĩ solo Hàn Quốc. Đĩa đơn chủ đạo "On the Ground" đã thành công về mặt thương mại, lọt vào top 5 trên Gaon Digital Chart của Hàn Quốc và trở thành bài hát có thứ hạng cao nhất của một nữ nghệ sĩ solo Hàn Quốc trên bảng xếp hạng Billboard Hot 100 của Mỹ, ARIA Singles Chart và UK Singles Chart. Đây là bài hát đầu tiên của nghệ sĩ solo Hàn Quốc đứng đầu bảng xếp hạng Billboard Global 200 và video ca nhạc được xem nhiều nhất trong 24 giờ trên YouTube của một nghệ sĩ solo người Hàn Quốc, điều này đã mang về cho Rosé hai Kỷ lục Guinness Thế giới. Đĩa đơn thứ hai của album "Gone" cũng lọt vào top 10 tại Hàn Quốc.

## Cuộc đời và sự nghiệp

### 1997–2012: Đầu đời
Roseanne Park (tiếng Hàn: 박채영; Park Chae-young) sinh ngày 11 tháng 2 năm 1997 ở Auckland, New Zealand, trong một gia đình di cư gốc Hàn Quốc. Cô có một người chị gái. Năm 2004, khi mới 7 tuổi, Rosé cùng gia đình chuyển đến Melbourne, Úc. Cô bắt đầu ca hát và học chơi guitar và piano khi còn nhỏ và biểu diễn trong dàn hợp xướng nhà thờ. Cô học Trường tiểu học Kew East, và Canterbury Girls' Secondary College nhưng đã bỏ học trước Năm 11, sau khi ký hợp đồng với hãng thu âm Hàn Quốc YG Entertainment.

### 2012–2015: Tiền ra mắt
Năm 2012, Rosé tham dự buổi thử giọng tại Sydney, Úc cho YG Entertainment (nhạc của công ty mà cô rất thích) theo gợi ý của cha cô, cô đã về nhất trong số 700 thí sinh tham gia. Ban đầu cô ấy cho rằng ý tưởng của cha mình chỉ là một trò đùa do khoảng cách và khó khăn để trở thành ca sĩ ở nước ngoài, và "cô ấy không nghĩ rằng có nhiều cơ hội [...] để [bản thân cô ấy] trở thành một ngôi sao K-pop." Hai tháng sau, cô ký hợp đồng với công ty với tư cách là thực tập sinh và chuyển đến Seoul, Hàn Quốc.
Cùng năm đó, Rosé được trao cơ hội góp giọng trong ca khúc của đồng nghiệp G-Dragon cùng công ty "Without You" từ đĩa mở rộng (EP) của anh One of a Kind (2012). Tên của cô không được công khai tại thời điểm phát hành, thông tin của cô chỉ được tiết lộ sau khi cô ấy thông báo là thành viên của Blackpink. Bài hát đạt vị trí thứ 10 trên bảng xếp hạng Gaon Music Chart của Hàn Quốc và thứ 15 trên bảng xếp hạng Billboard Korea K-pop Hot 100.

### 2016–nay: Ra mắt với Blackpink vàR
Rosé được đào tạo tại YG Entertainment trong bốn năm trước khi được tiết lộ là thành viên cuối cùng của nhóm nhạc nữ Blackpink vào ngày 22 tháng 6 năm 2016. Nhóm ra mắt vào ngày 8 tháng 8 năm 2016 với album đĩa đơn Square One, trong đó có đĩa đơn "Whistle" và "Boombayah".
Rosé xuất hiện trên nhiều chương trình phát sóng khác nhau như King of Mask Singer. Phần trình diễn giọng hát của cô trong chương trình đã nhận được sự đón nhận nồng nhiệt của khán giả, Rosé nhận xét rằng cô "không biết liệu khán giả có thích [cô] hát hay không" và cô cảm thấy "vui vẻ và nhẹ nhõm" trước kết quả tích cực. Sau đó cô xuất hiện với tư cách nghệ sĩ biểu diễn trong mùa thứ hai của chương trình Fantastic Duo. Nhân viên sản xuất chương trình cho biết sự xuất hiện của cô nhằm mục đích "tiết lộ sức hấp dẫn về giọng hát của Rosé, khác hẳn với Blackpink".
Vào ngày 1 tháng 6 năm 2020, có thông báo rằng Rosé sẽ ra mắt với tư cách nghệ sĩ solo sau khi phát hành album dài bằng tiếng Hàn đầu tiên của Blackpink. Vào ngày 30 tháng 12 năm 2020, trong một cuộc phỏng vấn với hãng truyền thông Hàn Quốc Osen, công ty quản lý của cô tiết lộ rằng quá trình quay video âm nhạc đầu tay của cô sẽ bắt đầu vào giữa tháng 1 năm 2021. Vào ngày 26 tháng 1 năm 2021, một đoạn teaser quảng cáo về màn ra mắt solo của Rosé đã được phát hành, tiết lộ rằng bản xem trước về màn ra mắt solo của cô ấy sẽ được tiết lộ thông qua Blackpink Livestream Concert: The Show vào ngày 31 tháng 1 năm 2021.

Rosé và Anthony Vaccarello tham dự Met Gala vào năm 2021

Album đĩa đơn đầu tay của Rosé mang tên R, được phát hành vào ngày 12 tháng 3 năm 2021. Với 41,6 triệu lượt xem trong 24 giờ của video âm nhạc cho đĩa đơn chính "On the Ground", cô đã phá vỡ kỷ lục gần 8 năm do "Gentleman" của cựu đồng nghiệp cùng công ty Psy nắm giữ cho video âm nhạc được xem nhiều nhất của nghệ sĩ solo Hàn Quốc trong 24 giờ. "On the Ground" đạt vị trí thứ 70 trên Billboard Hot 100, trở thành bài hát có thứ hạng cao nhất của nữ nghệ sĩ solo Hàn Quốc tại Mỹ. Bài hát cũng ra mắt và đạt vị trí số một trên cả hai bảng xếp hạng Global 200 và Global Excl. U.S., bài hát đầu tiên của một nghệ sĩ solo Hàn Quốc làm được điều này. R cũng lập kỷ lục doanh thu tuần đầu tiên cao nhất của một nữ nghệ sĩ solo Hàn Quốc với 448.089 bản được bán ra. Vào ngày 24 tháng 3, Rosé đã nhận được chiến thắng đầu tiên trên chương trình âm nhạc với tư cách nghệ sĩ solo với đĩa đơn "On the Ground" trên chương trình âm nhạc cáp Hàn Quốc Show Champion và tiếp tục giành được thêm 5 chiến thắng nữa. Vào ngày 5 tháng 4, video âm nhạc cho bài hát "Gone" của Rosé đã được phát hành.
"Hard to Love", một bản solo pop-disco do Rosé hát, được chọn làm ca khúc thứ năm trong album phòng thu thứ hai của Blackpink Born Pink, được phát hành vào ngày 16 tháng 9 năm 2022. Ngoài ra, Rosé còn đóng góp phần sáng tác cho "Yeah Yeah Yeah", ca khúc thứ 4 của Born Pink.
Vào ngày 5 tháng 12 năm 2023, YG Entertainment thông báo rằng Rosé cùng với các thành viên khác của Blackpink đã gia hạn hợp đồng hoạt động nhóm và hợp đồng cá nhân của các thành viên vẫn đang được thảo luận.  YG Entertainment sau đó xác nhận vào ngày 29 tháng 12 năm 2023 rằng Rosé và các thành viên Blackpink khác đã đồng ý không tiếp tục ký hợp đồng với hãng cho các hoạt động cá nhân.
Nhân kỷ niệm sinh nhật lần thứ 27 của mình vào ngày 11 tháng 2 năm 2024, Rosé đã hé lộ về việc phát hành ca khúc solo mới sắp phát hành và chia sẻ một đoạn của bài hát mới có tên "Vampirehollie".  Vào ngày 4 tháng 4, Rosé phát hành ca khúc "Final Love Song" làm bài hát chủ đề cho chương trình thực tế sinh tồn I-Land 2: N/a.
Vào ngày 19 tháng 10 năm 2024, Rosé ra mắt ca khúc APT. cùng Bruno Mars. Đây là ca khúc được sáng tác bởi chính Bruno Mars và Rosé. Ca khúc là đĩa đơn độc lập và không nằm trong album cá nhân của 2 nghệ sĩ.

## Phong cách nghệ thuật
Trong một cuộc phỏng vấn trên đài phát thanh, Rosé đã trích dẫn lời người đồng nghiệp cùng công ty Taeyang của Big Bang như một hình mẫu trong sự nghiệp âm nhạc của cô ấy. Cô cũng lấy ca sĩ người Mỹ Tori Kelly làm nguồn cảm hứng cho phong cách âm nhạc của mình. Kể từ khi ra mắt cùng Blackpink, giọng hát của Rosé đã nhận được sự công nhận trong giới K-pop nhờ âm sắc chất giọng khác biệt  và được người hâm mộ mệnh danh là "giọng ca vàng". Sau màn trình diễn của Rosé trên Fantastic Duo 2, Ca sĩ Hàn Quốc Gummy, người được Rosé coi là hình mẫu âm nhạc, khen giọng hát của Rosé "quá độc đáo" và miêu tả đây là "loại giọng mà giới trẻ yêu thích".

## Công việc kinh doanh khác

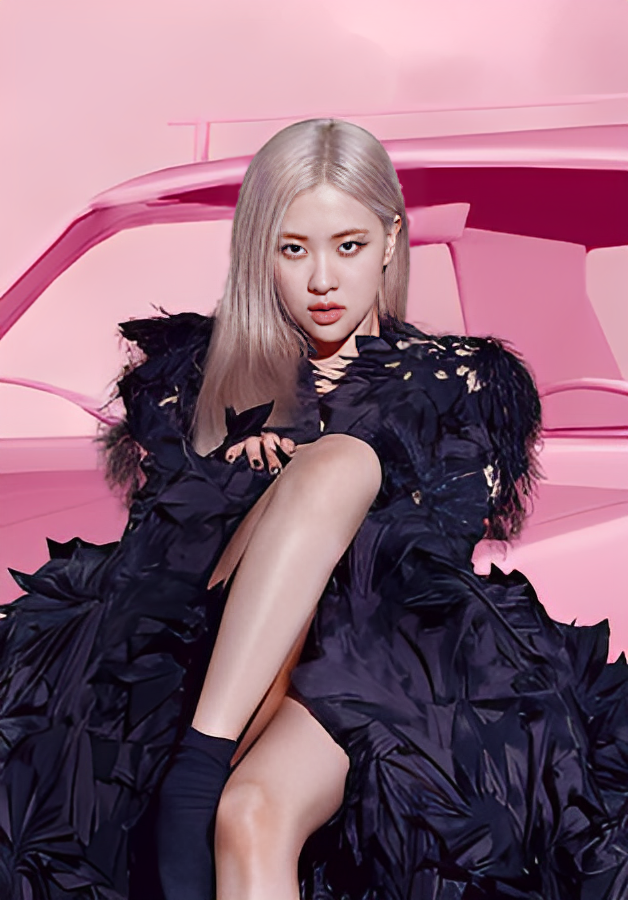
Rosé trong quảng cáo cho PUBG Mobile

### Thời trang và bảo chứng thương hiệu
Năm 2018, Rosé và thành viên Blackpink Jisoo được chọn làm người mẫu đại diện cho thương hiệu mỹ phẩm Hàn Quốc Kiss Me. Vào tháng 10 năm 2019, Rosé được tiết lộ là người mẫu quảng cáo cho MMORPG của Perfect World Entertainment Perfect World Mobile. Tháng 8/2021, Rosé trở thành người mẫu cho thương hiệu thời trang unisex Hàn Quốc 5252 BY OIOI và thương hiệu đương đại OIOICOLLECTION. Vào tháng 12 năm 2021, cô tuyên bố hợp tác với ứng dụng thiền và giấc ngủ Calm, kể về câu chuyện trước khi đi ngủ của chính cô có tựa đề "Grounded With Rosé". Vào tháng 2 năm 2022, cùng với nam diễn viên Yeo Jin-goo, Rosé được chọn làm một trong những người mẫu cho cửa hàng bán lẻ Hàn Quốc Homeplus cho chương trình khuyến mãi kỷ niệm 25 năm thành lập thương hiệu. Vào tháng 8 năm 2022, Rosé trở thành người mẫu cho chiến dịch #SulwhasooRebloom của thương hiệu chăm sóc da Sulwhasoo.
Vào tháng 7 năm 2020, Rosé được giám đốc sáng tạo Anthony Vaccarello bổ nhiệm làm đại sứ toàn cầu cho Yves Saint Laurent, đại sứ toàn cầu đầu tiên sau 59 năm. Cô là gương mặt đại diện toàn cầu cho chiến dịch Thu 2020 của Saint Laurent. Tháng 1 năm 2021, Rosé trở thành nàng thơ cho thương hiệu mỹ phẩm cao cấp Yves Saint Laurent Beauté. Vào tháng 9 năm 2021, Rosé tham dự Met Gala, một sự kiện gây quỹ được tổ chức hàng năm tại Viện bảo tàng Mỹ thuật Metropolitan ở Thành phố New York, với tư cách là khách của Vaccarello. Kết quả, cô cùng với rapper CL trở thành nữ thần tượng K-pop đầu tiên tham dự sự kiện này.
Vào tháng 4 năm 2021, Rosé trở thành đại sứ toàn cầu của Tiffany & Co và đóng vai chính trong chiến dịch kỹ thuật số Tiffany HardWear năm 2021. Cô nói: "Tôi luôn thích đeo trang sức Tiffany. Trở thành một phần của thương hiệu mang tính biểu tượng đã là một phần cuộc sống của tôi trong một thời gian dài khiến nó trở nên đặc biệt hơn nhiều đối với tôi. Tôi rất vinh dự và vui mừng khi được trở thành một phần của thương hiệu này." Chiến dịch HardWear và tôi rất nóng lòng muốn mọi người xem nó." Vào tháng 3 năm 2022, Rosé trở thành gương mặt đại diện cho chiến dịch Tiffany HardWear 2022. Mario Sorrenti chụp ảnh cô ấy đeo một chiếc vòng cổ, vòng tay mới và những mảnh kim cương pavé đầy đủ. Năm 2023, cô xuất hiện lần đầu tại Liên hoan phim Cannes.

### Từ thiện
Trong suốt mùa cháy rừng ở Úc 2019–20, Rosé đã đăng trên Instagram kêu gọi người hâm mộ ủng hộ các nỗ lực cứu trợ, cung cấp liên kết đến các tổ chức chấp nhận quyên góp và giải thích: "Chúng tôi có thể tạo ra sự khác biệt nếu tất cả chúng ta cùng tham gia. Hãy giúp cứu quê hương của tôi". Đối với hội nghị thượng đỉnh Hợp tác kinh tế châu Á-Thái Bình Dương (APEC) 2023 , Rosé đã phát biểu tại một sự kiện nâng cao nhận thức về sức khỏe tâm thần ở Cupertino do Đệ nhất phu nhân Hoa Kỳ Jill Biden tổ chức . Trong bài phát biểu của mình, nữ ca sĩ đã cởi mở về những cuộc đấu tranh cảm xúc của mình và những thách thức đi kèm với sự nổi tiếng, đồng thời ủng hộ việc ưu tiên sức khỏe tâm thần cũng như duy trì sức khỏe thể chất của một người.
Rosé được bổ nhiệm làm Thành viên của Huân chương Đế quốc Anh (MBE) nhằm ghi nhận vai trò của Blackpink trong việc thúc đẩy công việc của hội nghị thượng đỉnh COP26 về Biến đổi Khí hậu của Liên Hợp Quốc.  Vào ngày 22 tháng 11 năm 2023, cô được Vua Charles III trao tặng Huân chương này, cùng với các thành viên khác trong nhóm Blackpink trong lễ tấn phong đặc biệt tại Cung điện Buckingham , nơi cũng có sự tham dự của Tổng thống Hàn Quốc Yoon Suk Yeol.  Huân chương mà các thành viên trong ban nhạc của cô nhận được chỉ mang tính danh dự, nhưng của Rosé rất có ý nghĩa vì cô có hai quốc tịch ở New Zealand và do đó cũng là công dân của một vương quốc thuộc Khối thịnh vượng chung.

## Ảnh hưởng
Tính đến tháng 3 năm 2023, Rosé nằm trong top 10 cá nhân Hàn Quốc được theo dõi nhiều nhất trên Instagram, với hơn 69 triệu người theo dõi. Từ năm 2018, cô xuất hiện trong danh sách đánh giá thương hiệu nữ nổi tiếng của Viện nghiên cứu doanh nghiệp Hàn Quốc, một biểu đồ theo dõi những người nổi tiếng Hàn Quốc có lượt tìm kiếm và tương tác trực tuyến nhiều nhất và trước đó đã lọt vào top 10. Rosé được mô tả là "nữ hoàng" trong số tất cả các nghệ sĩ có ảnh hưởng nhất, bởi bài báo của tạp chí The Times về Làn sóng Hàn Quốc trong âm nhạc, thời trang và truyền hình xuất bản vào tháng 10 năm 2021, lưu ý rằng cô ấy "bắt đầu như một phần của cô gái". nhóm nhạc Blackpink và hiện là người có ảnh hưởng đến thời trang theo đúng nghĩa của cô ấy, sở hữu sức hấp dẫn toàn cầu trải dài khắp các châu lục."
Rosé được cho là lý do khiến buổi giới thiệu bộ sưu tập Mùa hè 21 dành cho nữ của Yves Saint Laurent kiếm được 27,3 triệu lượt xem trên YouTube, 11 triệu lượt xem trên Instagram và Facebook và 30,6 triệu lượt xem trên Weibo trong một ngày. Video bộ sưu tập Xuân/Hè 2021 của Saint Laurent đạt 100 triệu lượt xem sau khi Rosé góp mặt trong video. Tác động của Rosé còn mở rộng sang các nghệ sĩ khác trong làng âm nhạc. Vào ngày 10 tháng 2 năm 2023, cô phát hành bản cover "Until I Found You" của Stephen Sanchez để vinh danh sinh nhật của cô ấy. Bản cover đạt vị trí số một trên bảng xếp hạng Hot Trending Songs của Billboard, và phiên bản gốc đồng thời tăng 8% lượt phát trực tuyến tại Hoa Kỳ trong cùng một tuần.Vào tháng 12 năm 2023, Rolling Stone AU/NZ đã vinh danh Rosé trong "Icons Issue" của họ là một trong 50 biểu tượng sống đến từ Úc và Aotearoa , những người đã phá bỏ ranh giới và mở ra cánh cửa cho những người khác. Để được coi là một biểu tượng, tạp chí đã xem xét các yếu tố như tài năng, sức thu hút, sức ảnh hưởng lâu dài và một " tinh thần Antipodean không thể nhầm lẫn ". Đặc biệt, họ ghi nhận tác động của Rosé đối với nền âm nhạc, mô tả cô là "nghệ sĩ đại diện cho sự thành công của K-Pop trong việc lấn sân sang âm nhạc chính thống phương Tây".  Rosé cũng đã được công nhận vì những nỗ lực vận động chính sách của mình; Đệ nhất phu nhân Hoa Kỳ Jill Biden ca ngợi Rosé là "siêu sao toàn cầu đang sử dụng nền tảng của mình như một động lực vì những điều tốt đẹp trên thế giới". Cô ấy nói thêm: "Cô ấy cũng là người thẳng thắn ủng hộ sức khỏe tâm thần và đã chia sẻ rất nhiều câu chuyện của mình với hy vọng giúp đỡ được người khác."

## Danh sách đĩa nhạc

### Album đĩa đơn
| Tiêu đề | Chi tiết                                                                                         | Thứ hạng cao nhất | Thứ hạng cao nhất | Thứ hạng cao nhất | Thứ hạng cao nhất | Doanh số       | Chứng nhận          |
| Tiêu đề | Chi tiết                                                                                         | KOR               | CRO               | JPN Cmb.          | UK Phy.           | Doanh số       | Chứng nhận          |
| ------- | ------------------------------------------------------------------------------------------------ | ----------------- | ----------------- | ----------------- | ----------------- | -------------- | ------------------- |
| R       | - Phát hành: 12 tháng 3 năm 2021 - Hãng đĩa: YG, Interscope - Định dạng: CD, tải kỹ thuật số, LP | 2                 | 10                | 40                | 4                 | - KOR: 837,925 | - KMCA: 2× Bạch Kim |

### Đĩa đơn
| Tiêu đề                                                                              | Năm  | Thứ hạng cao nhất | Thứ hạng cao nhất | Thứ hạng cao nhất | Thứ hạng cao nhất | Thứ hạng cao nhất | Thứ hạng cao nhất | Thứ hạng cao nhất | Thứ hạng cao nhất | Thứ hạng cao nhất | Thứ hạng cao nhất | Doanh số                 | Album |
| Tiêu đề                                                                              | Năm  | KOR               | KOR Billb.        | AUS               | CAN               | HUN               | MLY               | SGP               | UK                | US                | WW                | Doanh số                 | Album |
| ------------------------------------------------------------------------------------ | ---- | ----------------- | ----------------- | ----------------- | ----------------- | ----------------- | ----------------- | ----------------- | ----------------- | ----------------- | ----------------- | ------------------------ | ----- |
| "On the Ground"                                                                      | 2021 | 4                 | 3                 | 31                | 35                | 6                 | 1                 | 1                 | 43                | 70                | 1                 | - US: 7,500 - WW: 29,000 | R     |
| "Gone"                                                                               | 2021 | 6                 | 5                 | 63                | 77                | 9                 | 1                 | 2                 | —                 | —                 | 29                | - WW: 25,000             | R     |
| "—" biểu thị bản thu âm không được xếp hạng hoặc không được phát hành ở lãnh thổ đó. |      |                   |                   |                   |                   |                   |                   |                   |                   |                   |                   |                          |       |

### Các bài hát được xếp hạng khác
| Tiêu đề                                                                              | Năm              | Thứ hạng cao nhất | Thứ hạng cao nhất | Thứ hạng cao nhất | Thứ hạng cao nhất | Thứ hạng cao nhất | Thứ hạng cao nhất | Thứ hạng cao nhất | Thứ hạng cao nhất | Thứ hạng cao nhất | Thứ hạng cao nhất | Doanh số         | Album            |
| Tiêu đề                                                                              | Năm              | KOR               | KOR Billb.        | AUS               | CAN               | HUN               | MLY               | PHL Songs         | SGP               | VIE               | WW                | Doanh số         | Album            |
| Là nghệ sỹ chính                                                                     | Là nghệ sỹ chính | Là nghệ sỹ chính  | Là nghệ sỹ chính  | Là nghệ sỹ chính  | Là nghệ sỹ chính  | Là nghệ sỹ chính  | Là nghệ sỹ chính  | Là nghệ sỹ chính  | Là nghệ sỹ chính  | Là nghệ sỹ chính  | Là nghệ sỹ chính  | Là nghệ sỹ chính | Là nghệ sỹ chính |
| ------------------------------------------------------------------------------------ | ---------------- | ----------------- | ----------------- | ----------------- | ----------------- | ----------------- | ----------------- | ----------------- | ----------------- | ----------------- | ----------------- | ---------------- | ---------------- |
| "Hard to Love"                                                                       | 2022             | 87                | 22                | 65                | 68                | 22                | 4                 | 7                 | 5                 | 5                 | 27                | —                | Born Pink        |
| Là nghệ sỹ hợp tác                                                                   |                  |                   |                   |                   |                   |                   |                   |                   |                   |                   |                   |                  |                  |
| "Without You" (결국) (G-Dragon hợp tác với Rosé)                                     | 2012             | 10                | 15                | —                 | —                 | —                 | —                 | —                 | —                 | —                 | —                 | - KOR: 646,074   | One of a Kind    |
| "—" biểu thị bản thu âm không được xếp hạng hoặc không được phát hành ở lãnh thổ đó. |                  |                   |                   |                   |                   |                   |                   |                   |                   |                   |                   |                  |                  |

### Sáng tác
Tất cả phần ghi công của bài hát được điều chỉnh từ cơ sở dữ liệu của Hiệp hội bản quyền âm nhạc Hàn Quốc, trừ khi có ghi chú khác.
| Năm  | Nghệ sỹ    | Bài hát          | Album                         | Viết lời | Viết lời                                                                       | Sáng tác | Sáng tác                                                                       |
| Năm  | Nghệ sỹ    | Bài hát          | Album                         | Ghi nhận | Với                                                                            | Ghi nhận | Với                                                                            |
| ---- | ---------- | ---------------- | ----------------------------- | -------- | ------------------------------------------------------------------------------ | -------- | ------------------------------------------------------------------------------ |
| 2021 | Chính mình | "On the Ground"  | R                             | Yes      | Amy Allen, Jon Bellion, Jorgen Odegard, Raúl Cubina, Teddy                     | Yes      | Amy Allen, Jon Bellion, Jorgen Odegard, Raúl Cubina, Teddy                     |
| 2021 | Chính mình | "Gone"           | R                             | Yes      | Brian Lee, J. Lauryn, Teddy                                                    | Yes      | Brian Lee, J. Lauryn, Teddy                                                    |
| 2022 | Blackpink  | "Yeah Yeah Yeah" | Born Pink                     | Yes      | VVN, Kush, Jisoo                                                               | No       | —                                                                              |
| 2023 | Blackpink  | "The Girls"      | Đĩa đơn không nằm trong album | Yes      | Danny Chung, Jennie, Madison Love, Melanie Fontana, Michel Schulz, Ryan Tedder | Yes      | Danny Chung, Jennie, Madison Love, Melanie Fontana, Michel Schulz, Ryan Tedder |

## Quay phim

### Video âm nhạc
| Tiêu đề         | Năm  | Đạo diễn      | Độ dài | Nguồn  |
| --------------- | ---- | ------------- | ------ | ------ |
| "On the Ground" | 2021 | Han Sa-min    | 3:09   | [ 92 ] |
| "Gone"          | 2021 | Kwon Yong-soo | 3:41   | [ 93 ] |

## Đóng phim

### Chương trình truyền hình
| Năm  | Tiêu đề             | Tiêu đề       | Vai trò                    | Ghi chú     | Nguồn  |
| Năm  | Tiếng Anh           | Tiếng Hàn     | Vai trò                    | Ghi chú     | Nguồn  |
| ---- | ------------------- | ------------- | -------------------------- | ----------- | ------ |
| 2017 | King of Mask Singer | 복면가왕      | Thí sinh (Circus Girl)     | Tập 103–104 | [ 94 ] |
| 2017 | Fantastic Duo 2     | 판타스틱 듀오 | Thí sinh (Australia 400:1) | Tập 19–20   | [ 19 ] |

## Giải thưởng và đề cử
| Năm  | Lễ trao giải                           | Hạng mục                             | Người đề cử / Tác phẩm | Kết quả   | Nguồn           |
| ---- | -------------------------------------- | ------------------------------------ | ---------------------- | --------- | --------------- |
| 2023 | Asia Artist Awards                     | Popularity Award – Singer (Female)   | Rosé                   | Đề cử     | [ 95 ]          |
| 2021 | Asian Pop Music Awards                 | Best Music Video – Overseas          | "On the Ground"        | Đoạt giải | [ 97 ]          |
| 2021 | Asian Pop Music Awards                 | Top 20 Songs of the Year – Overseas  | "On the Ground"        | Đoạt giải | [ 97 ]          |
| 2021 | Asian Pop Music Awards                 | Top 20 Albums of the Year – Overseas | R                      | Đoạt giải | [ 97 ]          |
| 2021 | Asian Pop Music Awards                 | People's Choice Award – Overseas     | R                      | Đoạt giải | [ 97 ]          |
| 2021 | Asian Pop Music Awards                 | Best Female Artist – Overseas        | Rosé                   | Đề cử     | [ 98 ]          |
| 2021 | Asian Pop Music Awards                 | Record of the Year – Overseas        | "On the Ground"        | Đề cử     | [ 98 ]          |
| 2021 | Brand of the Year Awards               | Best Female Solo Artist              | Rosé                   | Đề cử     | [ 100 ]         |
| 2024 | First Brand Awards                     | Female Solo Singer (Vietnam)         | Rosé                   | Đoạt giải | [ 101 ]         |
| 2022 | Gaon Chart Music Awards                | Album of the Year – 2nd Quarter      | R                      | Đề cử     | [ 102 ]         |
| 2022 | Gaon Chart Music Awards                | Mubeat Global Choice Award – Female  | Rosé                   | Đề cử     | [ 103 ]         |
| 2022 | Gaon Chart Music Awards                | Song of the Year – March             | "On the Ground"        | Đề cử     | [ 104 ]         |
| 2022 | Golden Disc Awards                     | Best Digital Song (Bonsang)          | "On the Ground"        | Đề cử     | [ 105 ]         |
| 2022 | Golden Disc Awards                     | Most Popular Artist                  | Rosé                   | Đề cử     | [ 106 ]         |
| 2021 | Hanteo Music Awards                    | Artist Award – Female Solo           | Rosé                   | Đoạt giải | [ 107 ]         |
| 2022 | Joox Thailand Music Awards             | Korean Song of the Year              | "On the Ground"        | Đề cử     | [ 108 ]         |
| 2022 | Korea First Brand Awards               | Best Female Solo Singer              | Rosé                   | Đề cử     | [ 110 ]         |
| 2021 | Melon Music Awards                     | Best Female Artist                   | Rosé                   | Đề cử     | [ 111 ]         |
| 2021 | Melon Music Awards                     | Netizen Popularity Award             | Rosé                   | Đề cử     | [ 111 ]         |
| 2021 | Melon Music Awards                     | Song of the Year                     | "On the Ground"        | Đề cử     | [ 111 ]         |
| 2021 | Melon Music Awards                     | Top 10 Artists                       | Rosé                   | Đề cử     | [ 111 ]         |
| 2021 | Mnet Asian Music Awards                | Best Dance Performance – Solo        | "On the Ground"        | Đoạt giải | [ 112 ]         |
| 2021 | Mnet Asian Music Awards                | Artist of the Year                   | Rosé                   | Đề cử     | [ 113 ]         |
| 2021 | Mnet Asian Music Awards                | Best Female Artist                   | Rosé                   | Đề cử     | [ 114 ]         |
| 2021 | Mnet Asian Music Awards                | Song of the Year                     | "On the Ground"        | Đề cử     | [ 113 ]         |
| 2021 | Mnet Asian Music Awards                | TikTok Favorite Moment               | Rosé                   | Đề cử     | [ 115 ]         |
| 2021 | Mnet Asian Music Awards                | Worldwide Fans' Choice Top 10        | Rosé                   | Đề cử     | [ 113 ]         |
| 2021 | MTV Europe Music Awards                | Best K-Pop                           | Rosé                   | Đề cử     | [ 116 ]         |
| 2021 | MTV MIAW Awards                        | K-Pop Dominion                       | Rosé                   | Đề cử     | [ 117 ]         |
| 2021 | Nickelodeon Mexico Kids' Choice Awards | K-Pop Bomb                           | Rosé                   | Đề cử     | [ 118 ]         |
| 2022 | RTHK International Pop Poll Awards     | Top Ten International Gold Songs     | "On the Ground"        | Đoạt giải | [ 119 ]         |
| 2022 | RTHK International Pop Poll Awards     | Top Female Singers                   | Rosé                   | Đề cử     | [ 120 ]         |
| 2022 | Seoul Music Awards                     | Bonsang Award                        | R                      | Đề cử     | [ 121 ]         |
| 2022 | Seoul Music Awards                     | K-Wave Award                         | Rosé                   | Đề cử     | [ 121 ]         |
| 2022 | Seoul Music Awards                     | Popularity Award                     | Rosé                   | Đề cử     | [ 121 ]         |
| 2024 | Seoul Music Awards                     | Fan Choice of the Year               | Rosé                   | Đề cử     | [ 122 ]         |
| 2021 | The Fact Music Awards                  | Fan N Star Choice Individual         | Rosé                   | Đề cử     | [ 123 ]         |
| 2021 | Weibo Starlight Awards                 | Starlight Hall of Fame (Korea)       | Rosé                   | Đoạt giải | [ 124 ] [ 125 ] |

### Danh sách
| Nhà xuất bản | Năm  | Danh sách                              | Vị trí | Nguồn   |
| ------------ | ---- | -------------------------------------- | ------ | ------- |
| Variety      | 2022 | Power of Young Hollywood Impact Report | Về nhì | [ 126 ] |

## Chương trình âm nhạc

### Show Champion
| Năm  | Ngày       | Bài hát         |
| ---- | ---------- | --------------- |
| 2021 | 24 tháng 3 | "On The Ground" |

### M Countdown
| Năm  | Ngày        | Bài hát         |
| ---- | ----------- | --------------- |
| 2021 | 25 tháng 3  | "On The Ground" |
| 2021 | 8 tháng 4   | "On The Ground" |
| 2024 | 24 tháng 10 | "APT."          |
| 2024 | 31 tháng 10 | "APT."          |

### Music Bank
| Năm  | Ngày       | Bài hát         |
| ---- | ---------- | --------------- |
| 2021 | 26 tháng 3 | "On The Ground" |
| 2025 | 3 tháng 1  | "APT."          |

### Show! Music Core
| Năm  | Ngày        | Bài hát         |
| ---- | ----------- | --------------- |
| 2021 | 27 tháng 3  | "On The Ground" |
| 2024 | 2 tháng 11  | "APT."          |
| 2024 | 9 tháng 11  | "APT."          |
| 2024 | 16 tháng 11 | "APT."          |

### Inkigayo
| Năm  | Ngày        | Bài hát         |
| ---- | ----------- | --------------- |
| 2021 | 28 tháng 3  | "On The Ground" |
| 2024 | 27 tháng 10 | "APT."          |
| 2024 | 3 tháng 11  | "APT."          |
| 2024 | 10 tháng 11 | "APT."          |

## Kỷ lục thế giới
| Cho biết một bản thu âm cuối cùng đã bị phá vỡ | Cho biết một kỷ lục thế giới được giữ trước đây |

| Nhà xuất bản         | Năm  | Kỷ lục thế giới | Người giữ kỷ lục | Nguồn   |
| -------------------- | ---- | --- | ---------------- | ------- |
| Sách Kỷ lục Guinness | 2021 | Nghệ sĩ đầu tiên đạt vị trí số một trên bảng xếp hạng Billboard Global với tư cách là nghệ sĩ solo và là thành viên của một nhóm | Rosé             | [ 127 ] |
| Sách Kỷ lục Guinness | 2021 | Video âm nhạc YouTube được xem nhiều nhất trong 24 giờ của nghệ sĩ solo K-pop                                                    | "On the Ground"  | [ 128 ] |

## Khen thưởng

### Huân chương, huy chương Anh Quốc
- Huân chương Đế quốc Anh (Thành viên của Anh Quốc Đế Chương) [129]